# Depot von Uhyst
Das Depot von Uhyst ist ein archäologischer Depotfund aus der Frühbronzezeit, der bei Uhyst am Taucher (Landkreis Bautzen) in Sachsen entdeckt wurde. 
Der Hortfund wurde vor 1926 im Taucherwald entdeckt, die genauen Fundumstände sind jedoch unbekannt. Er besteht aus einem Randleistenbeil, einem schmalen Beil mit Verzierung, drei Bruchstücken eines schmalen Meißels und dem Kopf einer durchbohrten Kugelkopfnadel. Die Datierung auf 1800–1600 v. Chr. weist den Fund der Aunjetitzer Kultur zu.